# Thống kê dân số Hoa Kỳ năm 2020
Thống kê dân số Hoa Kỳ năm 2020 là cuộc thống kê dân số Hoa Kỳ lần thứ 24 mười năm một lần. Ngày thống kê dân số, ngày tham chiếu được sử dụng cho cuộc điều tra dân số, là ngày 1 tháng 4 năm 2020. Ngoài một nghiên cứu thử nghiệm trong cuộc điều tra dân số năm 2000, đây là cuộc điều tra dân số đầu tiên của Hoa Kỳ cung cấp các tùy chọn trả lời trực tuyến hoặc qua điện thoại, ngoài biểu mẫu phản hồi trên giấy được sử dụng cho các cuộc điều tra dân số trước đây. Cuộc điều tra dân số được thực hiện trong đại dịch COVID-19, điều này đã ảnh hưởng đến chính quyền của nó. Điều tra dân số ghi nhận dân số cư trú là 331.449.281 người ở 50 tiểu bang và Đặc khu Columbia, tăng 7,4 phần trăm, tương đương 22.703.743, so với thập kỷ trước. Tốc độ tăng trưởng thấp thứ hai từng được ghi nhận và mức tăng ròng là cao thứ sáu trong lịch sử. Đây là cuộc điều tra dân số đầu tiên mà 10 tiểu bang đông dân nhất từng vượt qua 10 triệu cư dân, cũng như cuộc điều tra dân số đầu tiên mà 10 thành phố đông dân nhất từng vượt qua 1 triệu cư dân.

## Bảng xếp hạng tiểu bang

Bản đồ hiển thị sự thay đổi dân số của mỗi tiểu bang Hoa Kỳ theo tỷ lệ phần trăm.

| Hạng | Tiểu bang        | Dân số của điều tra dân số năm 2010 | Dân số của điều tra dân số năm 2020 | Thay đổi   | Phần trăm thay đổi |
| ---- | ---------------- | ----------------------------------- | ----------------------------------- | ---------- | ------------------ |
| 1    | California       | 37.253.956                          | 39.538.223                          | 2.284.267  | 6.1%               |
| 2    | Texas            | 25.145.561                          | 29.145.505                          | 3.999.944  | 15.9%              |
| 3    | Florida          | 18.801.310                          | 21.538.187                          | 2.736.877  | 14.6%              |
| 4    | New York         | 19.378.102                          | 20.201.249                          | 823.147    | 4.3%               |
| 5    | Pennsylvania     | 12.702.379                          | 13.002.700                          | 300.321    | 2.4%               |
| 6    | Illinois         | 12.830.632                          | 12.812.508                          | −18.124    | −0.1%              |
| 7    | Ohio             | 11.536.504                          | 11.799.448                          | 262.944    | 2.3%               |
| 8    | Georgia          | 9.687.653                           | 10.711.908                          | 1.024.255  | 10.6%              |
| 9    | Bắc Carolina     | 9.535.483                           | 10.439.388                          | 903.905    | 9.5%               |
| 10   | Michigan         | 9.883.640                           | 10.077.331                          | 193.691    | 2.0%               |
| 11   | New Jersey       | 8.791.894                           | 9.288.994                           | 497.100    | 5.7%               |
| 12   | Virginia         | 8.001.024                           | 8.631.393                           | 630.369    | 7.9%               |
| 13   | Washington       | 6.724.540                           | 7.705.281                           | 980.741    | 14.6%              |
| 14   | Arizona          | 6.392.017                           | 7.151.502                           | 759.485    | 11.9%              |
| 15   | Massachusetts    | 6.547.629                           | 7.029.917                           | 482.288    | 7.4%               |
| 16   | Tennessee        | 6.346.105                           | 6.910.840                           | 564.735    | 8.9%               |
| 17   | Indiana          | 6.483.802                           | 6.785.528                           | 301.726    | 4.6%               |
| 18   | Maryland         | 5.773.552                           | 6.177.224                           | 403.672    | 7.0%               |
| 19   | Missouri         | 5.988.927                           | 6.154.913                           | 165.986    | 2.8%               |
| 20   | Wisconsin        | 5.686.986                           | 5.893.718                           | 206.732    | 3.6%               |
| 21   | Colorado         | 5.029.196                           | 5.773.714                           | 744.518    | 14.8%              |
| 22   | Minnesota        | 5.303.925                           | 5.706.494                           | 402.569    | 7.6%               |
| 23   | Nam Carolina     | 4.625.364                           | 5.118.425                           | 493.061    | 10.7%              |
| 24   | Alabama          | 4.779.736                           | 5.024.279                           | 244.543    | 5.1%               |
| 25   | Louisiana        | 4.533.372                           | 4.657.757                           | 124.385    | 2.7%               |
| 26   | Kentucky         | 4.339.367                           | 4.505.836                           | 166.469    | 3.8%               |
| 27   | Oregon           | 3.831.074                           | 4.237.256                           | 406.182    | 10.6%              |
| 28   | Oklahoma         | 3.751.351                           | 3.959.353                           | 208.002    | 5.5%               |
| 29   | Connecticut      | 3.574.097                           | 3.605.944                           | 31.847     | 0.9%               |
| 30   | Utah             | 2.763.885                           | 3.271.616                           | 507.731    | 18.4%              |
| 31   | Iowa             | 3.046.355                           | 3.190.369                           | 144.014    | 4.7%               |
| 32   | Nevada           | 2.700.551                           | 3.104.614                           | 404.063    | 15.0%              |
| 33   | Arkansas         | 2.915.918                           | 3.011.524                           | 95.606     | 3.3%               |
| 34   | Mississippi      | 2.967.297                           | 2.961.279                           | −6.018     | −0.2%              |
| 35   | Kansas           | 2.853.118                           | 2.937.880                           | 84.762     | 3.0%               |
| 36   | New Mexico       | 2.059.179                           | 2.117.522                           | 58.343     | 2.8%               |
| 37   | Nebraska         | 1.826.341                           | 1.961.504                           | 135.163    | 7.4%               |
| 38   | Idaho            | 1.567.582                           | 1.839.106                           | 271.524    | 17.3%              |
| 39   | Tây Virginia     | 1.852.994                           | 1.793.716                           | −59.278    | −3.2%              |
| 40   | Hawaii           | 1.360.301                           | 1.455.271                           | 94.970     | 7.0%               |
| 41   | New Hampshire    | 1.316.470                           | 1.377.529                           | 61.059     | 4.6%               |
| 42   | Maine            | 1.328.361                           | 1.362.359                           | 33.998     | 2.6%               |
| 43   | Rhode Island     | 1.052.567                           | 1.097.379                           | 44.812     | 4.3%               |
| 44   | Montana          | 989.415                             | 1.084.225                           | 94.810     | 9.6%               |
| 45   | Delaware         | 897.934                             | 989.948                             | 92.014     | 10.3%              |
| 46   | Nam Dakota       | 814.180                             | 886.667                             | 72.487     | 8.9%               |
| 47   | Bắc Dakota       | 672.591                             | 779.094                             | 106.503    | 15.8%              |
| 48   | Alaska           | 710.231                             | 733.391                             | 23.160     | 3.3%               |
| —    | Đặc khu Colombia | 601.723                             | 689.545                             | 87.822     | 14.6%              |
| 49   | Vermont          | 625.741                             | 643.077                             | 17.336     | 2.8%               |
| 50   | Wyoming          | 563.626                             | 576.851                             | 13.225     | 2.4%               |
|      | Hoa Kỳ           | 308.745.538                         | 331.449.281                         | 22.703.743 | 7.4%               |

## Bảng xếp hạng thành phố
| Hạng | Thành phố    | Tiểu bang    | Dân số    | Diện tích đất (dặm vuông) | Mật độ dân số (mỗi dặm vuông) | Vùng      |
| ---- | ------------ | ------------ | --------- | ------------------------- | ----------------------------- | --------- |
| 1    | New York     | New York     | 8.804.190 | 301,5                     | 29.201,3                      | Đông Bắc  |
| 2    | Los Angeles  | California   | 3.898.747 | 468,7                     | 8.318,2                       | Tây       |
| 3    | Chicago      | Illinois     | 2.746.388 | 227,3                     | 12.082,7                      | Trung Tây |
| 4    | Houston      | Texas        | 2.354.580 | 637,5                     | 3.613,2                       | Nam       |
| 5    | Philadelphia | Pennsylvania | 1.593.724 | 161                       | 9.898,9                       | Đông Bắc  |
| 6    | Phoenix      | Arizona      | 1.471.941 | 518,3                     | 2.839,9                       | Tây       |